# ...Is It Something I Said?
...Is It Something I Said? è un album dal vivo dell'attore statunitense Richard Pryor, pubblicato nel 1975 dalla Reprise Records.

## Descrizione
Registrato dal vivo al Latin Casino di Cherry Hill, New Jersey, l'album viene ricordato principalmente per il debutto su nastro del memorabile personaggio di "Mudbone", sorta di zotico contadinotto ubriacone e bugiardo creato da Pryor.
Nel 1976, il disco ha vinto un Grammy Award come Best Comedy Recording.
L'album fu il primo nella discografia di Richard Pryor ad essere rimasterizzato e ristampato in formato compact disc.

## Tracce
1. Eulogy – 3:50
2. Shortage of White People – 1:24
3. New Niggers – 4:00
4. Cocaine – 4:10
5. Just Us – 3:49
6. Mudbone – Intro – 5:45
7. Mudbone – Little Feets – 11:50
8. When Your Woman Leaves You – 6:30
9. The Goodnight Kiss – 1:48
10. Women Are Beautiful – 0:53
11. Our Text For Today – 3:48

Bonus track in alcune ristampe CD
1. Ali – 3:47